# AirAsia X
La AirAsia X Sdn Bhd, commercializzata come AirAsia X, è una compagnia aerea che opera sul lungo raggio della Malaysia, con sede a Sepang. È sussidiaria di AirAsia.

## Flotta

### Flotta attuale

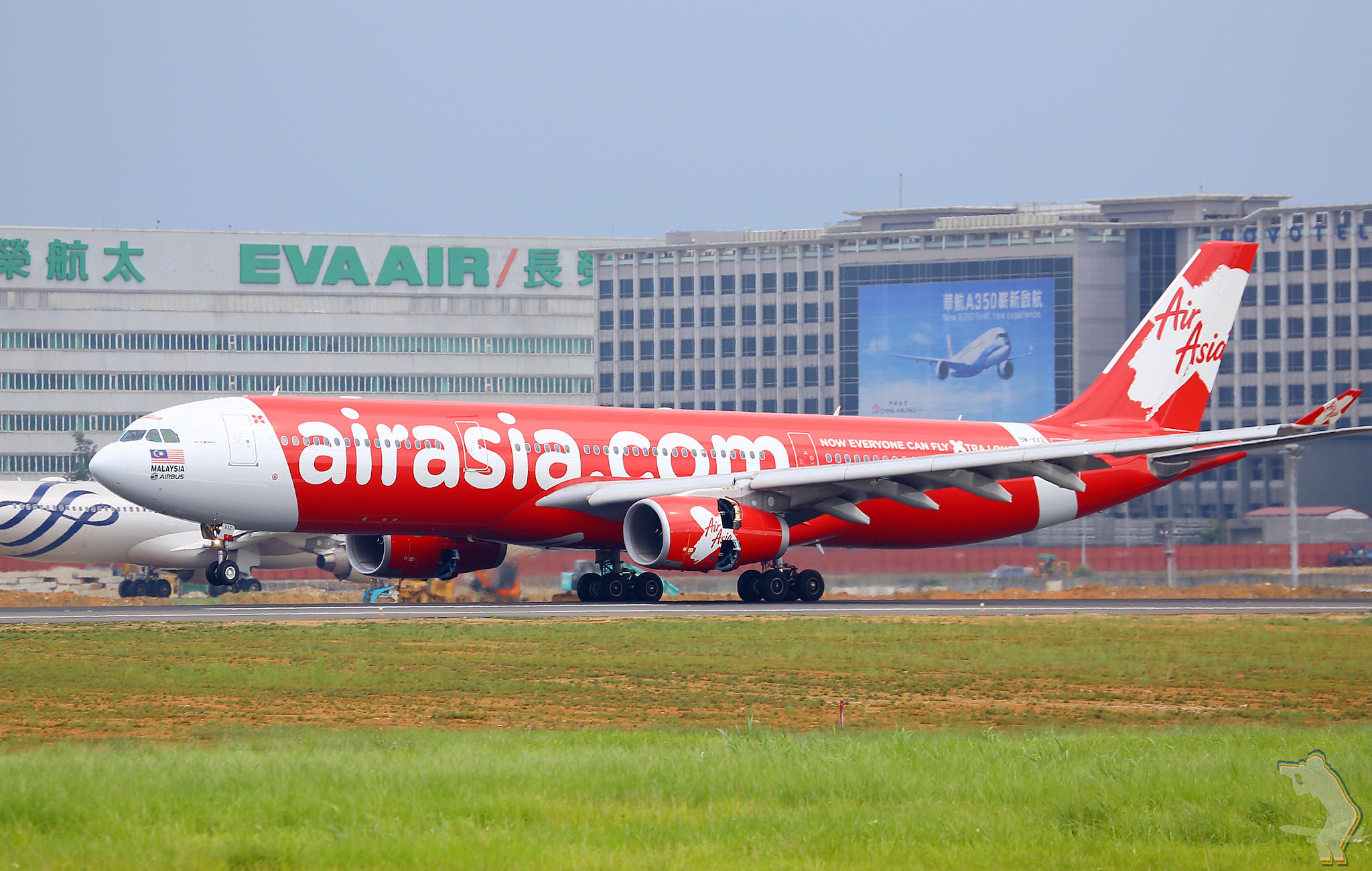
Un Airbus A330-300.

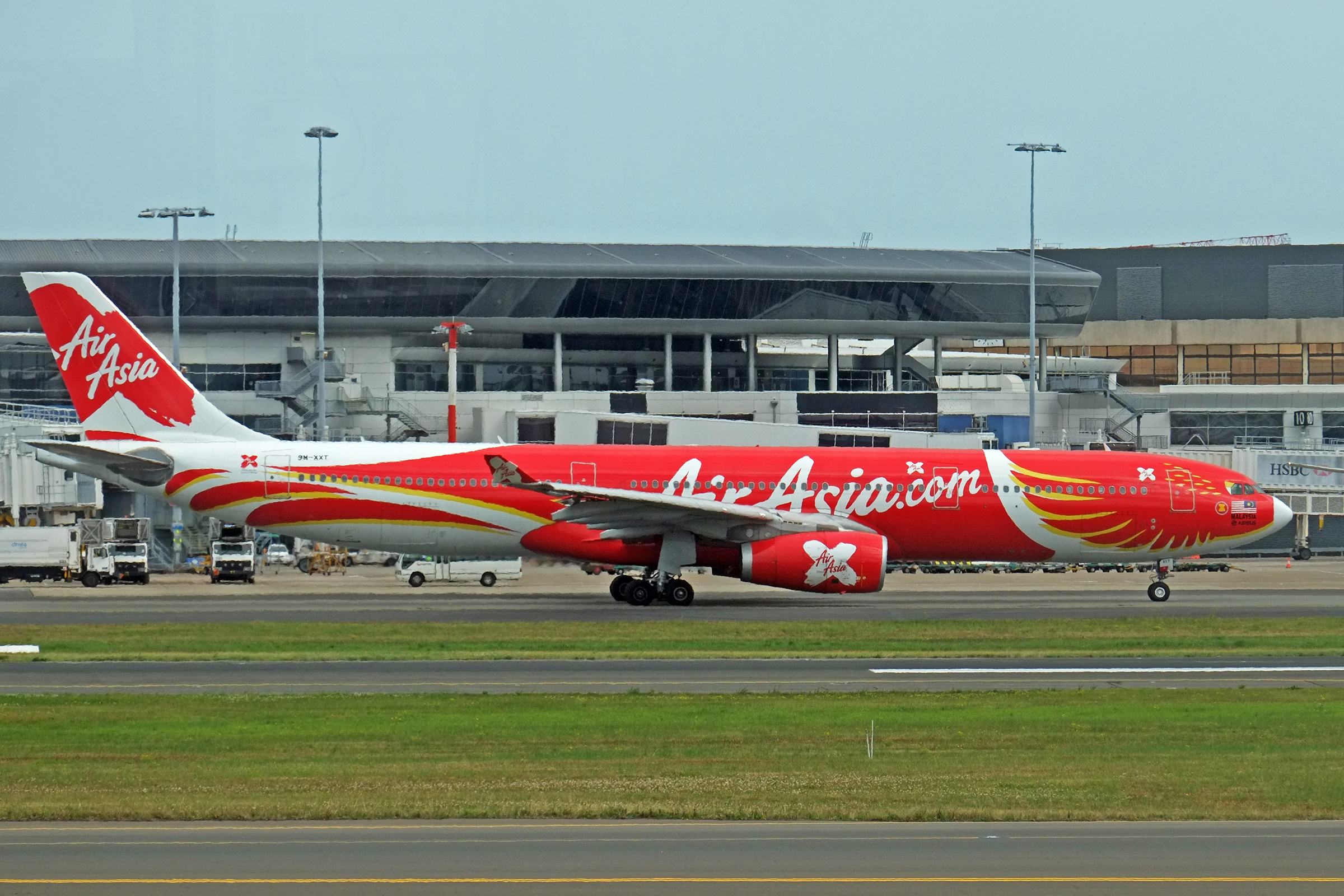
Uno degli Airbus A330-300 in livrea speciale.

A giugno 2023, la flotta di AirAsiaX è composta dai seguenti aeromobili::

### Flotta storica

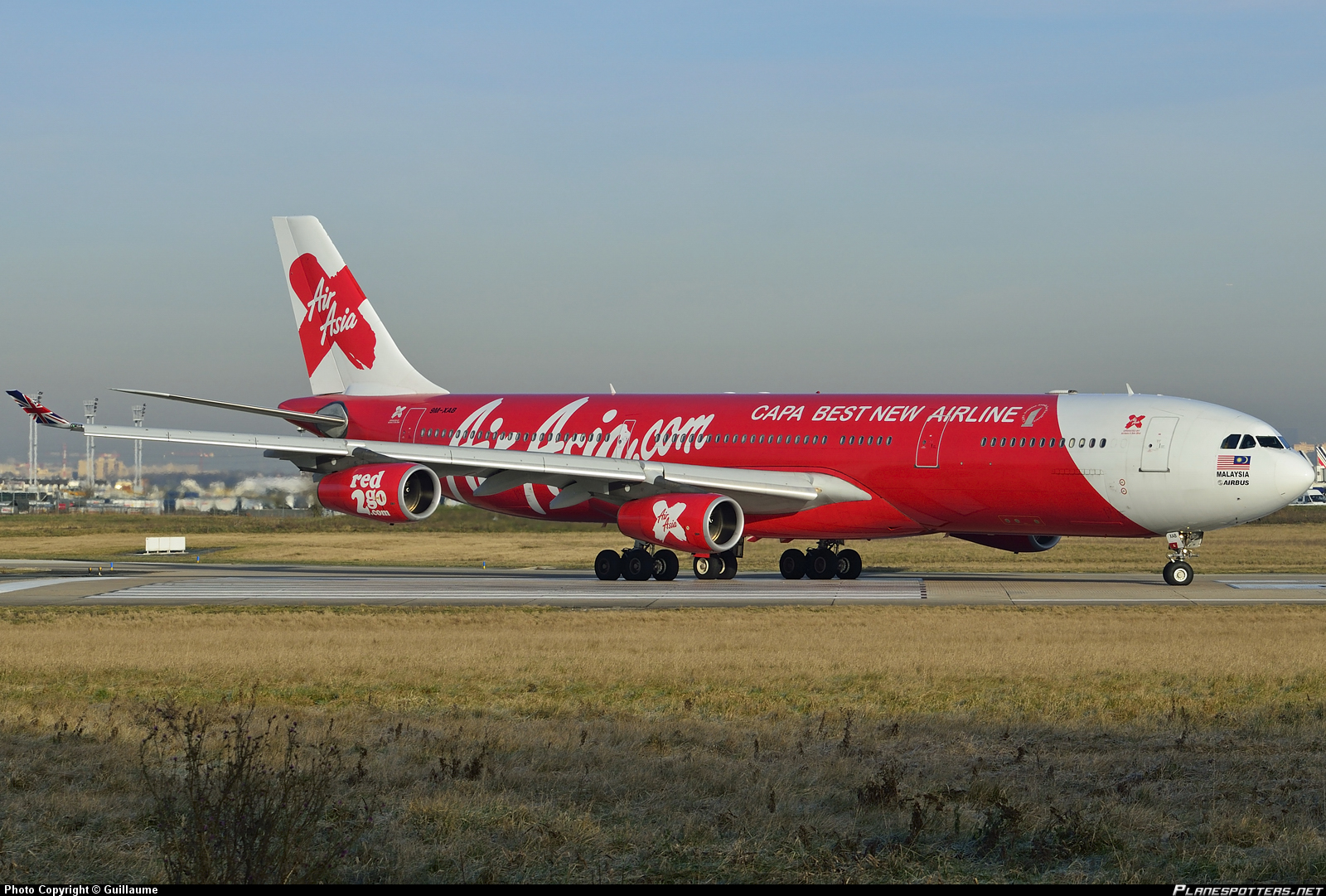
Un Airbus A340-300.

AirAsia X ha operato in precedenza i seguenti aeromobili: